# 4675 Ohboke
4675 Ohboke è un asteroide della fascia principale. Scoperto nel 1990, presenta un'orbita caratterizzata da un semiasse maggiore pari a 2,4110184 UA e da un'eccentricità di 0,1758074, inclinata di 4,47303° rispetto all'eclittica.